# Monumento Ruso de Liechtenstein
El Monumento Ruso es un pequeño monumento de piedra en la aldea de Hinterschellenberg, cerca de la frontera de Liechtenstein con Austria.
El monumento es promovido en mapas dados por el servicio de información turística Liechtenstein, disponibles gratuitamente en Vaduz. El Wirtschaft zum Löwen Tavern es un pequeño bar justo detrás del monumento. La aldea de Hinterschellenberg es accesible en el autobús número 50 desde Vaduz. La frontera con Austria se encuentra a unos cien metros más allá de la lápida.
El lugar recuerda los hechos que ocurrieron en Hinterschellenberg, en la noche del 2 de mayo de 1945, cuando lo que quedaba del "Primer Ejército Nacional Ruso de la Wehrmacht Alemana" bajo el mando del general de división A. Holmston-Smyslowsky, con unos 500 hombres completamente equipados, cruzaron la frontera del «Gran Reich Alemán» hacia Liechtenstein. Las primeras negociaciones tuvieron lugar en la taberna "Wirtschaft zum Löwen", que condujo a la concesión de asilo por el Principado de Liechtenstein. Fue el único país que resistió las demandas de extradición de la Unión Soviética. Después de dos años y medio, los rusos fueron libres de irse al país de su elección.